# يو إف سي على فوكس: جونسون ضد مورغان
يو إف سي على فوكس: جونسون ضد مورغان (بالإنجليزية: UFC on Fox: Johnson vs. Moraga)‏ هو حدث لفنون القتال المختلطة نظمته يو إف سي، أُقيم في 27 يوليو 2013، على كلايمت بليدج أرينا في سياتل، واشنطن، الولايات المتحدة.